# Paleontología en 1935
La paleontología es el estudio de las formas de vida prehistóricas en el planeta Tierra mediante el análisis de fósiles de plantas y animales. Esto incluye el estudio de fósiles corporales, huellas (icnitas), madrigueras, restos de restos, heces fosilizadas (coprolitos), palinomorfos y residuos químicos. Dado que los seres humanos han encontrado fósiles durante milenios, la paleontología tiene una larga historia, tanto antes como después de su formalización como ciencia. Este artículo registra descubrimientos y eventos significativos relacionados con la paleontología ocurridos o que hayan sido publicados en el año 1935.

## Sauropterigios

### Nuevos taxones
| Nombre  | Novedad        | Estado         | Autores | Edad                  | Localidad tipo            | País      | Notas                          | Imágenes |
| ------- | -------------- | -------------- | ------- | --------------------- | ------------------------- | --------- | ------------------------------ | -------- |
| Peyerus | Gen y comb nov | Sinónimo menor | Stromer | Cretáceo Valanginiano | Formación del río Sundays | Sudáfrica | Sinónimo menor de Leptocleidus |          |

## Vertebrados

### Dinosaurios
| Taxón                        | Novedad  | Estado         | Autor(es) | Período     | Unidad                  | Ubicación          | Notas                                                               | Imágenes                                |
| Corythosaurus bicristatus    | Sp. nov. | sinónimo menor | Parks     | Campaniense | Formación Dinosaur Park | Bandera de Alberta | Sinónimo de Corythosaurus casuarius                                 |                                         |
| Corythosaurus brevicristatus | Sp. nov. | Sinónimo menor | Parks     | Campaniense | Formación Dinosaur Park | Bandera de Alberta | Sinónimo de Corythosaurus casuarius                                 |                                         |
| Corythosaurus frontalis      | Sp. nov. | Sinónimo menor | Parks     | Campaniense | Formación Dinosaur Park | Bandera de Alberta | Sinónimo de Lambeosaurus lambei                                     |                                         |
| Lambeosaurus clavinitialis   | Sp. nov. | Válido         | Gilmore   | Campaniense | Formación Dinosaur Park | Bandera de Alberta | Parte del género Lambeosaurus                                       |                                         |
| Lambeosaurus magnicristatum  | Sp. nov. | Válido         | Gilmore   | Campaniense | Formación Dinosaur Park | Bandera de Alberta | Parte del género Lambeosaurus. Amended to L. magnicriEstado in 1938 | Archivo:Lambeosaurus magnicriEstado.png |

### Sinápsidos
| Nombre          | Estado         | Autor(es)            | Período                  | Unidad                                            | Ubicación            | Notes                           | Imágenes |
| Brachyuraniscus | Sinónimo menor | Broili & Schroder    | Pérmico tardío           | Zona de ensamblaje del Cistecephalus              | Bandera de Sudáfrica | Sinónimo menor de Pristerodon.  |          |
| Cteniosaurus    | Sinónimo menor | Broom                | Pérmico tardío           | Miembro del Hoedemaker, Formación Middle Teekloof | Bandera de Sudáfrica | Sinónimo menor Tropidostoma.    |          |
| Emydorhinus     | Válido         | Broom                | Pérmico tardío           | Zona de ensamblaje de Dicynodon                   | Bandera de Sudáfrica | Parte de Dicynodontia           |          |
| Eumantellia     | Sinónimo menor | Broom                | Pérmico tardío           | Zona de ensamblaje de Cistcephalus                | Bandera de Sudáfrica | Sinónimo menor Pristerognathus. |          |
| Eurychororhinus | Sinónimo menor | Broili and Schroeder | Pérmico tardío           | Zona de ensamblaje de Cistcephalus                | Bandera de Sudáfrica | Sinónimo menor Pristerodon.     |          |
| Hofmeyria       | Válido         | Broom                | Pérmico tardío           | Zona de ensamblaje de Cistcephalus                | Bandera de Sudáfrica | A theriodont                    |          |
| Hyenosaurus     | Válido         |                      |                          |                                                   |                      |                                 |          |
| Stahleckeria    | Válido         |                      |                          |                                                   | Bandera de Brasil    |                                 |          |
| Pristerodon     | Válido         |                      |                          |                                                   |                      |                                 |          |
| Anteosaurus     | Válido         |                      |                          |                                                   |                      |                                 |          |
| Microgomphodon  | Válido         | Broili and Schroeder | Early to Middle Triassic | Cynognathus zone                                  | Bandera de Sudáfrica | Parte de Theriodontia           |          |

## Artrópodos

### Insectos
| Nombre        | Novedad | Estado | Autores | Edad          | Unidad               | Ubicación        | Notas                                                                                     | Imágenes |
| ------------- | ------- | ------ | ------- | ------------- | -------------------- | ---------------- | ----------------------------------------------------------------------------------------- | -------- |
| Eulithomyrmex | Gen nov | Válido | Wood    | Eoceno tardío | Formación Florissant | EE.UU (Colorado) | Género de hormigas Agroecomyrmecin , nombre de reemplazo para Lithomyrmex Carpenter, 1930 |          |

## Plantas

### Coníferas
| Nombre                    | Novedad   | Estado | Autores         | Edad                | Unidad           | Ubicación          | Taxones sinónimos | Notas                                                                                         | Imágenes |
| ------------------------- | --------- | ------ | --------------- | ------------------- | ---------------- | ------------------ | ----------------- | --------------------------------------------------------------------------------------------- | -------- |
| Callitris potlatchensis   | Sp nov    |        | Marrón          | Eoceno medio tardío | Flora del salmón | EE.UU Idaho        |                   | Una morfoespecie de semilla de Callitris                                                      |          |
| Keteleeria heterofiloides | Peine nov |        | ( Baya ) Marrón | mioceno             | Formación Latah  | EE.UU (Washington) |                   | Una morfoespecie de follaje de Keteleeria Trasladado de Potamogeton heterophylloides ( 1929 ) |          |

### Plantas con flores
| Name                       | Novedad         | Estado         | Authors          | Período            | Unidad                                             | Ubicación                                                    | Taxones sinónimos                                                                          | Notas | Imágenes |
| Alnus corallina            | Syn nov         |                | Lesquereux       | Mioceno            |                                                    | Bandera de Estados Unidos                                    | Alnus hollandiana (1920) A. microdontoides (1920)                                          | morfoespecies de follaje Alnus |          |
| Amelanchier dignatus       | Comb et syn nov |                | (Knowlton) Brown | Mioceno            |                                                    | Bandera de Estados Unidos                                    | Amelanchier grayi (1927) A. peritula (1908) A. scudderi (1883) Phyllites couleeanus (1931) | Una especie de baya de Saskatoon trasladada de Celastrus dignatus (1902)                                                              |          |
| Arctostaphylos cuneata     | Sp nov          |                | Brown            | Eoceno Bartoniense | Flora del salmón                                   | Bandera de Estados Unidos · Bandera de Idaho                 |                                                                                            | Arctostaphylos: morfoespecie de follaje                                                                                               |          |
| Carpolithus pteraformis    | Sp nov          |                | Brown            | Mioceno            | Latah Formation                                    | Bandera de Estados Unidos · Bandera de Idaho                 |                                                                                            | Una especie de fruta de afinidad incierta.                                                                                            |          |
| Ceanothus idahoensis       | Sp nov          |                | Brown            | Eoceno Bartoniense | Flora del salmón                                   | Bandera de Estados Unidos · Bandera de Idaho                 | Populus zaddachi (1920 pro part)                                                           | Especie Ceanothus |          |
| Cedrela pteraformis        | Comb nov        |                | (Berry) Brown    | Mioceno            | Formación Latah                                    | Bandera de Estados Unidos · Bandera del Estado de Washington | Carpolithus pteraformis (1929)                                                             | Una especie de Cedrela trasladada de Gordonia pteraformis (1929)                                                                      |          |
| Cercidiphyllum crenatum    | Comb et syn nov |                | (Unger) Brown    |                    |                                                    |                                                              | G. obovata (1877) G. obovata (1883)                                                        | Una especie de katsura trasladada de Grewia crenata (1859)                                                                            |          |
| Chamaebatia prefoliolosa   | Sp nov          | Sinónimo menor | Brown            | Eoceno Bartoniense | Flora del salmón                                   | Bandera de Estados Unidos · Bandera de Idaho                 |                                                                                            | A miseria de montaña: morfoespecie de follaje trasladada a Salmonensea prefoliolosa en 1988                                           |          |
| Dipteronia americana       | Sp nov          | Sinónimo menor | Brown            | EoceneYpresian     | Eocene Okanag HighlandsKlondike Mountain Formation | Bandera de Estados Unidos · Bandera del Estado de Washington | Comptonia insignis (1929 pro part)                                                         | Una especie de Dipteronia Las hojas se trasladaron a Bohlenia americana (1987) Los frutos se trasladaron a Dipteronia brownii en 2001 |          |
| Fraxinus idahoensis        | Sp nov          |                | Brown            | Mioceno            | Latah Formation                                    | Bandera de Estados Unidos · Bandera de Idaho                 |                                                                                            | Morfoespecie de semilla de fresno |          |
| Malus idahoensis           | Sp nov          |                | Brown            | Eoceno Bartoniense | Flora del salmón                                   | Bandera de Estados Unidos · Bandera de Idaho                 |                                                                                            | Manzana: morfoespecie de follaje |          |
| Mentzelia occidentalis     | Comb nov        |                | (Berry) Brown    | Mioceno            | Latah Formation                                    | Bandera de Estados Unidos · Bandera del Estado de Washington |                                                                                            | Una especie de Mentzelia trasladada de Hibiscus occidentalis (1929)                                                                   |          |
| Potentilla salmonensis     | Sp nov          |                | Brown            | Eoceno Bartoniense | Flora del salmón                                   | Bandera de Estados Unidos · Bandera de Idaho                 |                                                                                            | cinquefoil: morfoespecie de follaje                                                                                                   |          |
| Rhamnus idahoensis         | Sp nov          |                | Brown            | Eoceno Bartoniense | Flora del salmón                                   | Bandera de Estados Unidos · Bandera de Idaho                 |                                                                                            | espino cerval: morfoespecie de follaje                                                                                                |          |
| Symphoricarpos salmonensis | Sp nov          |                | Brown            | Eoceno Bartoniense | Flora del salmón                                   | Bandera de Estados Unidos · Bandera de Idaho                 |                                                                                            | snowberry: morfoespecie de follaje |          |

## Expediciones, trabajo de campo y descubrimientos de fósiles
- Charles Gilmore regresó para buscar fósiles en la Formación Two Medicine .

## Instituciones y organizaciones
- El Museo Público de Calgary de Alberta, Canadá, cerró sus puertas debido a problemas financieros provocados por la Gr Depresión. En ese momento, el museo había acumulado aproximadamente 7.500 artículos diferentes, tanto de origen natural como artificial. Las colecciones se almacenaron en otro edificio de Calgary llamado Coste House.